# Debréte
Debréte este un sat în districtul Edelény, județul Borsod-Abaúj-Zemplén, Ungaria, având o populație de 23 de locuitori (2011). 

## Demografie
Componența etnică a satului Debréte
     Maghiari (100%)
Componența confesională a satului Debréte
     Reformați (17,39%)
     Necunoscută (82,61%)
Conform recensământului din 2011, satul Debréte avea 23 de locuitori. Din punct de vedere etnic, majoritatea locuitorilor (100,0%) erau maghiari. Nu există o religie majoritară, locuitorii fiind  și reformați (17,39%). Pentru 82,61% din locuitori nu este cunoscută apartenența confesională.